# Mistrovství světa v malém fotbale IFA7 2022
Mistrovství světa v malém fotbale IFA7 2022 bylo 2. ročníkem MS v malém fotbale IFA7, které se konalo v peruánském hlavním městě Lima v období od 23. do 30. září 2022. Původně se turnaj měl konat na přelomu června a července v Ekvádoru, ale kvůli protestům v zemi byl přesunut do Peru. Turnaje se zúčastnili pouze celky z Ameriky. Nováčky turnaje byly týmy Salvadoru, Kolumbie, Chile a Venezuely. Účastnilo se ho 8 týmů, které byly rozděleny do 2 skupin po 4 týmech. Ze skupiny postoupily do vyřazovací fáze první a druhý celek. Vyřazovací fáze zahrnovala 4 zápasy. Peru postoupilo do finále, ve kterém porazilo Salvador 8:5 a poprvé tak vyhrálo mistrovství světa.

## Stadion
Mistrovství se odehrálo na jednom stadionu v jednom hostitelském městě: Complejo Deportivo Niño Héroe Manuel Bonilla (Lima).
| Lima                                         |
| -------------------------------------------- |
| Complejo Deportivo Niño Héroe Manuel Bonilla |
| Kapacita: 6 500                              |
| Lima                                         |

## Zápasy
Čas každého zápasu je uveden v lokálním čase.

### Skupinová fáze
| Vysvětlivky                     |
| ------------------------------- |
| Tým postupuje do semifinále     |
| Vítěz zápasu je tučně zvýrazněn |

#### Skupina A
| Tým      | Z | V | R | P | VG | IG | +/− | B |
| -------- | - | - | - | - | -- | -- | --- | - |
| Peru     | 3 | 3 | 0 | 0 | 11 | 6  | +5  | 9 |
| Salvador | 3 | 2 | 0 | 1 | 14 | 11 | +3  | 6 |
| Mexiko   | 3 | 1 | 0 | 2 | 10 | 13 | −3  | 3 |
| Ekvádor  | 3 | 0 | 0 | 3 | 7  | 12 | −5  | 0 |

| 23. září 2022 19:00                                 |       |                                                         |                                                    |
| Ekvádor                                             | 3 : 5 | Salvador                                                | Complejo Deportivo Niño Héroe Manuel Bonilla, Lima |
| Cristian Fernandez 5' Luiggi Durant 8' Montalvo 26' |       | Flavio Rodriguéz 5', 6', 50' (pen.) Jorge Perla 8', 39' | Complejo Deportivo Niño Héroe Manuel Bonilla, Lima |

| 23. září 2022 21:00                                    |       |                                           |                                                    |
| Peru                                                   | 4 : 2 | Mexiko                                    | Complejo Deportivo Niño Héroe Manuel Bonilla, Lima |
| Joel Navarro 24', 37' Cesar Lizama 27' José Cruz 50+1' |       | Cristian Castro 18' Juan José Hambriz 40' | Complejo Deportivo Niño Héroe Manuel Bonilla, Lima |

| 25. září 2022 19:00                                                             |       |                                                                               |                                                    |
| Mexiko                                                                          | 4 : 5 | Salvador                                                                      | Complejo Deportivo Niño Héroe Manuel Bonilla, Lima |
| Victor Camarena 19' (pen.) Juan José Hambriz 25' (pen.), 37' Jared Enriquez 44' |       | Flavio Rodriguéz 7', 23' Bryan Orrelana 16' David Sandoval 26' Alan Solís 37' | Complejo Deportivo Niño Héroe Manuel Bonilla, Lima |

| 25. září 2022 21:00                                 |       |         |                                                    |
| Peru                                                | 3 : 0 | Ekvádor | Complejo Deportivo Niño Héroe Manuel Bonilla, Lima |
| Andres Mendoza 26' Joel Navarro 28' Bryan Oliva 33' |       |         | Complejo Deportivo Niño Héroe Manuel Bonilla, Lima |

| 27. září 2022 19:00                                                 |       |                                                            |                                                    |
| Mexiko                                                              | 4 : 4 | Ekvádor                                                    | Complejo Deportivo Niño Héroe Manuel Bonilla, Lima |
| Carlos Moreno 3' Jared Enriquez 11' Cristian Castro 15', 24' (pen.) |       | Eljaer Acosta 1', 13' R. Alberto 47' Lizandro Acosta 50+2' | Complejo Deportivo Niño Héroe Manuel Bonilla, Lima |

|                                                                           |       | Penaltový rozstřel                                                   |  |
| Victor Camarena Cristian Castro Carlos Moreno Jose Colin Josue Villalobos | 2 : 1 | R. Alberto Luigi Durand Brian Apaza Eljaer Acosta Cristian Fernandez |  |

| 27. září 2022 21:00 |       |                                                   |                                                    |
| Peru                | 4 : 4 | Salvador                                          | Complejo Deportivo Niño Héroe Manuel Bonilla, Lima |
| Bryan Oliva 17' ?'  |       | Jonas Zepeda 2' Cristian Melgar 5' Galindo 27' ?' | Complejo Deportivo Niño Héroe Manuel Bonilla, Lima |

|                                       |       | Penaltový rozstřel                        |  |
| Proměněná penalta · Proměněná penalta | 2 : 0 | Neproměněná penalta · Neproměněná penalta |  |

#### Skupina B
| Tým       | Z | V | R | P | VG | IG | +/− | B |
| --------- | - | - | - | - | -- | -- | --- | - |
| Chile     | 3 | 3 | 0 | 0 | 24 | 6  | +18 | 9 |
| Venezuela | 3 | 2 | 0 | 1 | 10 | 14 | −4  | 6 |
| Kostarika | 3 | 1 | 1 | 1 | 12 | 11 | +1  | 4 |
| Kolumbie  | 3 | 0 | 0 | 3 | 13 | 28 | −15 | 0 |

| 24. září 2022 19:00 |       |                                                                     |                                                    |
| Venezuela           | 1 : 4 | Chile                                                               | Complejo Deportivo Niño Héroe Manuel Bonilla, Lima |
| Idail Peinado 48'   |       | Cristian Estrada 4' Héctor Suazo 6' Sebastián Araya 27' (pen.), 35' | Complejo Deportivo Niño Héroe Manuel Bonilla, Lima |

| 24. září 2022 21:00                                                                           |       |                                   |                                                    |
| Kostarika                                                                                     | 7 : 3 | Kolumbie                          | Complejo Deportivo Niño Héroe Manuel Bonilla, Lima |
| Tony Torres 1' Alván Gómez 15', 26', 38' Andres Barquero 25+1' (pen.), 50+1' Julio Castro 39' |       | José Maria 6', 26' Luis Chaco 49' | Complejo Deportivo Niño Héroe Manuel Bonilla, Lima |

| 26. září 2022 19:00                       |       |                           |                                                    |
| Venezuela                                 | 2 : 2 | Kostarika                 | Complejo Deportivo Niño Héroe Manuel Bonilla, Lima |
| Erick Silva 7' Gabriel Peréz 50+2' (pen.) |       | Javier Hernandéz 33', 39' | Complejo Deportivo Niño Héroe Manuel Bonilla, Lima |

|                              |       | Penaltový rozstřel                           |  |
| Josue Mansilla Gabriel Peréz | 1 : 0 | Alván Gómez Javier Hernandéz Andrés Barquero |  |

| 26. září 2022 21:00 |        |                                 |                                                    |
| Chile | 14 : 2 | Kolumbie                        | Complejo Deportivo Niño Héroe Manuel Bonilla, Lima |
| Sebastian Araya 1', 5' Danny Meza 13', 50' Sebastián Pinto 15', 33' Paul García 17' Martin Urzúa 22' Cristian Estrada 25+1', 39' Hector Suazo 32' Andres Soto 40', 44' (pen.) Marcelo Torres 50' (pen.) |        | José María 31' Luis Chaco 50+2' | Complejo Deportivo Niño Héroe Manuel Bonilla, Lima |

| 28. září 2022 19:00                                                                 |                                           |                                                                             |                                                    |
| Venezuela                                                                           | 7 : 8 (Výsledek zrušen) 3 : 0 (Kontumace) | Kolumbie                                                                    | Complejo Deportivo Niño Héroe Manuel Bonilla, Lima |
| Josue Mantilla 15' Rodner Briceño 16', 20' Idail Peinado 27', 28' ?' Jean Reyes 47' |                                           | Marvin Fuertes 5', 44', 48' Luis Chaco 7' Renato Bazan 13' Li Chuica 18' ?' | Complejo Deportivo Niño Héroe Manuel Bonilla, Lima |

Venezuela zvítězila kontumačně, kvůli špatné registraci kolumbijského hráče.
| 28. září 2022 21:00                                                           |       |                                                   |                                                    |
| Chile                                                                         | 6 : 3 | Kostarika                                         | Complejo Deportivo Niño Héroe Manuel Bonilla, Lima |
| Paul García 6' Andres Soto 9' Manuel García 12' Sebastian Araya 27', 32', 38' |       | Andres Barquero 13' G. Ramiréz 21' G. Camacho 44' | Complejo Deportivo Niño Héroe Manuel Bonilla, Lima |

## Vyřazovací fáze
|  | Semifinále | Semifinále | Semifinále |  |  | Finále      | Finále      | Finále      |
|  |            |            |            |  |  |             |             |             |
|  |            | Salvador   | 4          |  |  |             |             |             |
|  |            | Chile      | 2          |  |  |             |             |             |
|  |            |            |            |  |  |             | Peru        | 8           |
|  |            |            |            |  |  |             | Salvador    | 5           |
|  |            | Peru       | 2          |  |  |             |             |             |
|  |            | Venezuela  | 0          |  |  | Třetí místo | Třetí místo | Třetí místo |
|  |            |            |            |  |  |             | Venezuela   | 3           |
|  |            |            |            |  |  |             | Chile       | 2           |

#### Semifinále
| 29. září 2022 19:00                      |       |           |                                                    |
| Peru                                     | 2 : 0 | Venezuela | Complejo Deportivo Niño Héroe Manuel Bonilla, Lima |
| Junior Izanortegui 43' Bryan Oliva 50+5' |       |           | Complejo Deportivo Niño Héroe Manuel Bonilla, Lima |

| 29. září 2022 21:00                          |       |                                        |                                                    |
| Salvador                                     | 4 : 2 | Chile                                  | Complejo Deportivo Niño Héroe Manuel Bonilla, Lima |
| Jorge Perla 9', 13', 19' Roy Largaespada 15' |       | Andres Soto 26' Cristian Estrada 50+2' | Complejo Deportivo Niño Héroe Manuel Bonilla, Lima |

#### O 3. místo
| 30. září 2022 19:00                                        |       |                                             |                                                    |
| Venezuela                                                  | 3 : 2 | Chile                                       | Complejo Deportivo Niño Héroe Manuel Bonilla, Lima |
| Leonardo Rondon 25+4' Idail Peinado 43' Rodner Briceño 47' |       | Paul García 25+5' Héctor Suazo 50+1' (pen.) | Complejo Deportivo Niño Héroe Manuel Bonilla, Lima |

#### Finále
| 30. září 2022 21:00                                                                                                 |       |                                                                        |                                                    |
| Peru | 8 : 5 | Salvador                                                               | Complejo Deportivo Niño Héroe Manuel Bonilla, Lima |
| Bryan Oliva 4', 45' Cesar Lizama 5' Gerson Coral 12', 27' Ediño Sifuentes 41' Gustavo Zapata 46' Joel Navarro 50+1' |       | Flavio Rodriguéz 10' Roy Largaespada 11', 26' Cristian Melgar 28', 45' | Complejo Deportivo Niño Héroe Manuel Bonilla, Lima |